# Ria

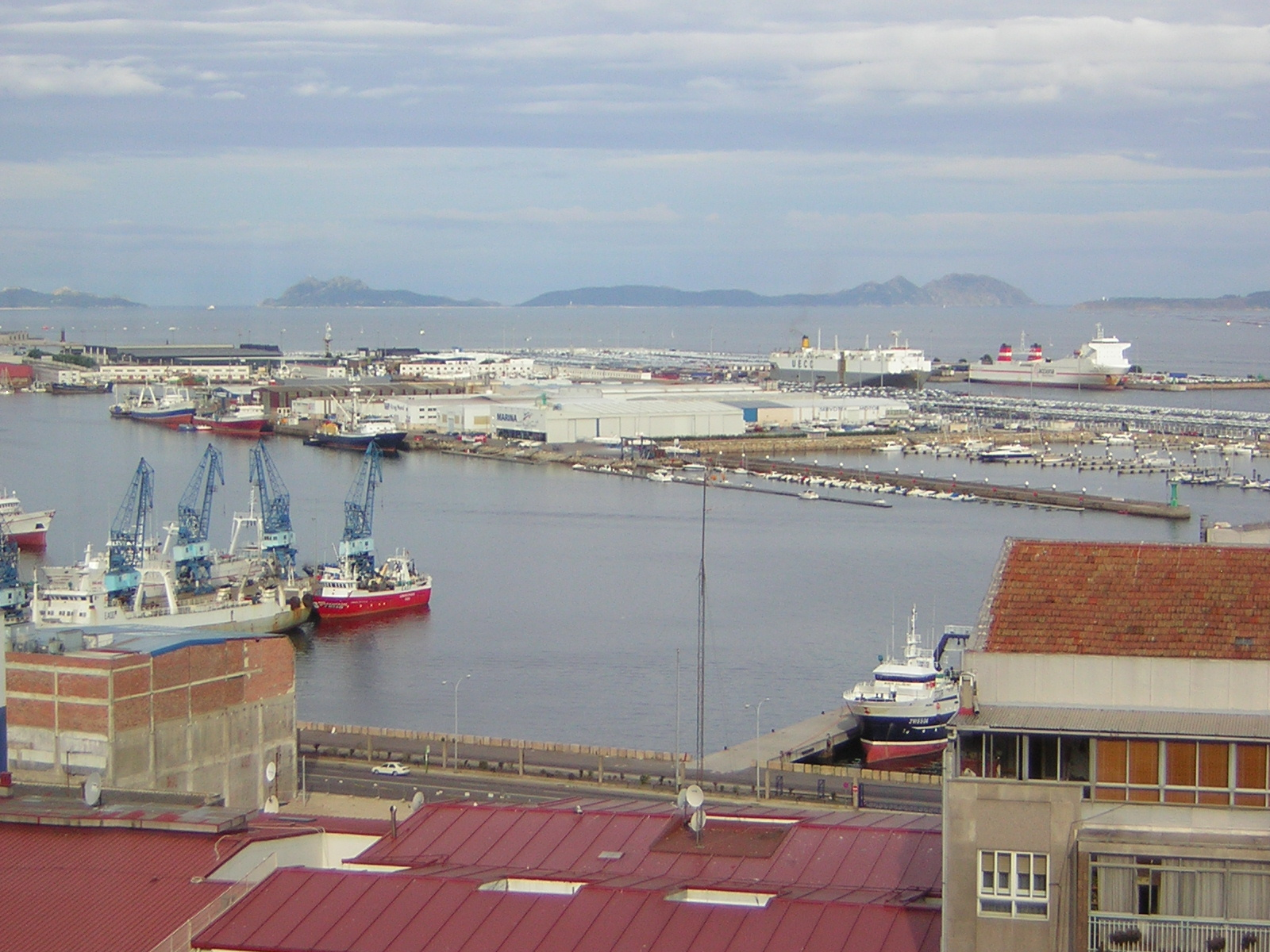
Ria de Vigo i al fons les illes Cíes.

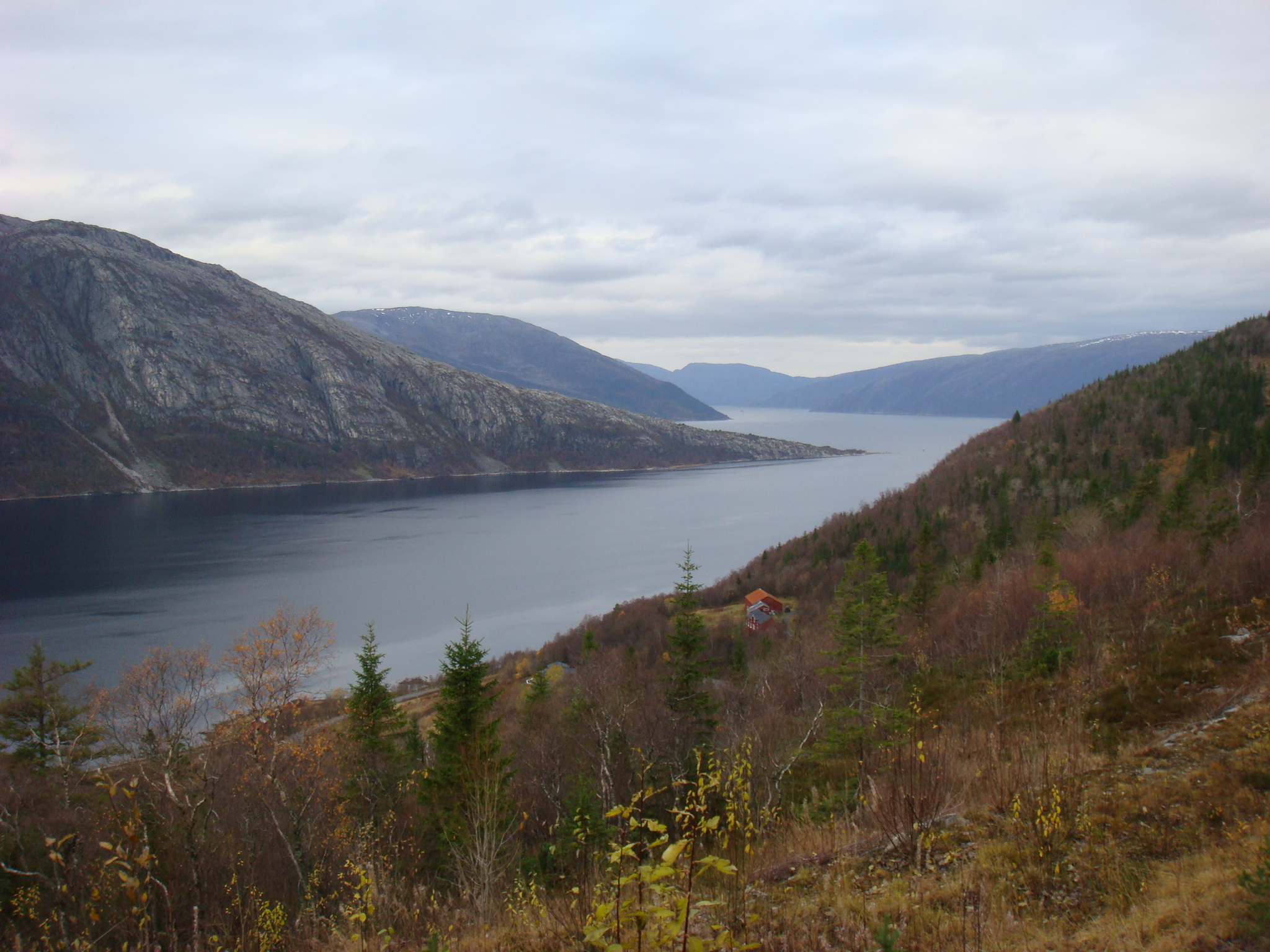
Típic fiord noruec, el Mosjøen

Ria és la part inferior d'una vall o d'un sistema de valls profundament envaïda per la mar a la zona de desembocadura d'un riu. Com a contrast de ria diferent, es pot comparar les ries gallegues —suaus i no gaire profundes— amb els fiords noruecs amb penya-segats i una gran fondària.
A la península Ibèrica són molt conegudes les Rías Baixas i les Rías Altas a Galícia, tot i que enjondre també es troben aquest tipus de desembocadures a Astúries, Cantàbria, el País Basc o Huelva. A Portugal n'hi ha dues: la ria d'Aveiro i la ria Formosa.